# Parafia św. Maksymiliana Kolbego w Czechowicach-Dziedzicach
Parafia Świętego Maksymiliana Kolbego – parafia rzymskokatolicka znajdująca się w Czechowicach-Dziedzicach. Należy do dekanatu Czechowice-Dziedzice w diecezji bielsko-żywieckiej. Erygowana w 1987.